# Bactrocera pepisalae
Bactrocera pepisalae är en tvåvingeart som först beskrevs av Walter Wilson Froggatt 1911.  Bactrocera pepisalae ingår i släktet Bactrocera och familjen borrflugor. Inga underarter finns listade.